# Franz Prisching

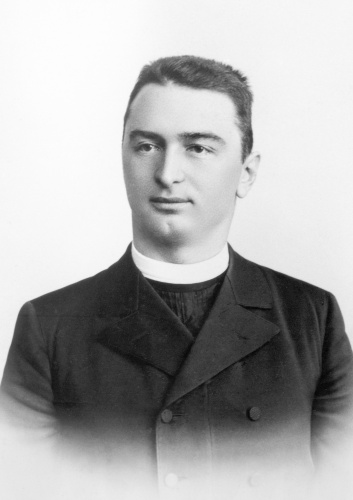
Franz Prisching (vor 1925)

Franz Prisching (* 30. September 1866 in Straden; † 5. Juni 1935 in Krieglach) war ein österreichischer Seelsorger, Politiker (CS) und der insgesamt dritte Landeshauptmann der Steiermark.
Er kam in Nägelsdorf bei Straden als Sohn der Bauerstochter Zäzilia Priesching (* 7. November 1843 in Nägelsdorf; 25. November 1920 in Krieglach) in der Keusche der Großeltern Johann und Anna Priesching zur Welt. Die Schreibweise des Zunamens änderte sich zu einem späteren Zeitpunkt.
Prisching studierte katholische Theologie an der Universität Graz und erhielt 1890 die Priesterweihe. Danach war Prisching von 1906 bis 1935 als Pfarrer und Dechant im steirischen Krieglach tätig.
Prisching wurde am 7. Juni 1907 erstmals in den Reichsrat gewählt, dem er zunächst bis zum 5. Februar 1909 angehörte. Er war zudem vom 10.	März 1909 bis zum 11. Juli 1909, vom 20. Oktober 1909 bis zum 20. März 1911, vom 17. Juli 1911 bis zum 25. Juli 1914 und vom 30. Mai 1917 bis zum 12. November 1918 Mitglied des Reichsrats. Im Anschluss gehörte er vom 21. Oktober 1918 bis zum 16. Februar 1919 dem Provisorischen Nationalrat an. Bereits 1909 war Prisching in den Steiermärkischen Landtag gewählt worden und widmete sich ab 1919 wieder der Landespolitik. Er wurde am 20. Jänner 1919 zum Landesrat gewählt und übernahm das Finanzressort. Am 8. Mai 1921 kam es in Sankt Lorenzen im Mürztal zum sogenannten Lorenzer Fenstersturz, bei dem Prisching und seine Kollegen Landeshauptmann Anton Rintelen und Josef Pichler bei einer politischen Versammlung von aufständischen Arbeitern bedroht und aus etwa 2,30 Metern Höhe aus einem Fenster des Veranstaltungsortes geworfen wurden. Am 1. Dezember 1924 wurde Prisching zum Landeshauptmann-Stellvertreter gewählt, bis er schließlich vom 25. Juni bis 22. Oktober 1926 von Rintelen das Amt des steirischen Landeshauptmannes übernahm. Prisching suchte nach nur drei Monaten als Landeshauptmann um die Enthebung aus allen politischen Funktionen an und zog sich nach Krieglach zurück, wo er als Dechant und Pfarrer tätig war.
Prisching war als Politiker wegen seiner Redekunst und seines volkstümlichen Auftretens geschätzt worden, wurde jedoch später auf Grund verschiedener Finanztransaktionen, unter anderem wegen Aktiengeschäfte mit der STEWEAG, wo ein Untersuchungsausschuss einberufen wurde, scharf kritisiert.